# ボヘミア・モラビア共産党
ボヘミア・モラビア共産党（ボヘミア・モラビアきょうさんとう、チェコ語: Komunistická strana Čech a Moravy; KSČM）は、チェコ共和国の左派政党。中央委員会議長（党首）はカテジナ・コネチュナー（2021年-）。なお日本外務省や日本共産党はチェコ・モラビア共産党の日本語訳を使用している。

## 概要
1989年、チェコスロバキア共産党の組織を連邦化するため、ボヘミアおよびモラビアを基盤とする下部組織として結成された。
1990年に、チェコスロバキア共産党は正式にボヘミア・モラビア共産党とスロバキア共産党（KSS）に分かれた（後にKSSは、社会民主主義を志向する民主左翼党（SLD）に党名を変更。また1992年にはチェコスロバキアの連邦自体も解体した）。
2015年3月時点で党員数4万9千名で、欧州議会内では欧州統一左派・北方緑の左派同盟に属する。ポスト共産主義の東欧諸国において、1989年以降に党綱領を改正したが、党名に共産主義を残している唯一の政党である。年金生活者などの高齢層や地方居住者を主な支持基盤としている。チェコにおける広域自治体は14（首都プラハと13県）あるが、うち9自治体ではチェコ社会民主党と共に与党となっている（2014年6月現在の数字）。

## 政策
長期的目標として、社会主義的システムへの変化を掲げている他、新自由主義政党であるODS（市民民主党）に対する対決姿勢を明確にしている。以下に個別分野におけるKSCMの立場を紹介する。
- 経済政策：国家の役割を重視、中小零細企業への支援強化。
- 社会政策：社会的弱者、とりわけ高齢者や年金生活者の権利保護政策の実施。
- 外交・安保政策：アメリカとNATO（北大西洋条約機構）の政策に反対、将来的にはNATOから脱退。アメリカでは無く、UN（国際連合）中心の国際政治の展開、OSCE（全欧安全保障協力機構）の活用。
- 利益団体との関係：労働組合および市民団体との協力関係の強化

出典：

## 党勢推移

### 下院選挙
1992年の連邦解体前、最後の選挙に他の左派政党と選挙リストを組んで左翼ブロック（Levý blok）として参加し、得票率14.05%で35議席を獲得した。
連邦解体後の初の総選挙となった1996年下院選挙において得票率10.33%で22議席、1998年選挙では11.03%で24議席を獲得し、議会第3党の地位を維持した。続く2002年下院選挙では市民民主党（ODS）やチェコ社会民主党（ČSSD）など諸政党が軒並み支持を減らした中、二大政党のなれ合い批判や新規雇用創出や労働条件向上、福祉水準の向上などを訴え、失業者や年金生活者、労働者を中心に支持を拡大。18.5%の得票で41議席（前回比＋17議席）を獲得し、議席率で20%を超える躍進を遂げた。
しかし2006年下院選挙では、ODSおよびČSSDに次ぐ第3党の地位を維持したが、12.8%の得票で26議席に減少し、前回選挙と比べた支持の下落は党指導部を失望させた。下院の任期満了に伴って行われた2010年5月の下院選挙では得票率を前回よりやや減らしたものの、前回議席を維持。任期を前倒しする形で行われた2013年10月の選挙では得票率と議席を共に増やすことに成功した。2017年10月の選挙では得票率と議席を大幅に減らした。
2021年10月の選挙では得票率が議席獲得に必要な5%に満たず、はじめて議席獲得を逃した。この責任を取ってフィリプが中央委員会議長を辞任し、欧州議会議員のカテジナ・コネチュナーが後任となった。
| 選挙       | 得票数  | 得票率 | 議席数 |
| ---------- | ------- | ------ | ------ |
| 1992年選挙 | 909,490 | 14.05% | 35     |
| 1996年選挙 | 626,136 | 10.33% | 22     |
| 1998年選挙 | 658,550 | 11.03% | 22     |
| 2002年選挙 | 882,653 | 18.51% | 41     |
| 2006年選挙 | 685,328 | 12.81% | 26     |
| 2010年選挙 | 589,765 | 11.27% | 26     |
| 2013年選挙 | 741,044 | 14.91% | 33     |
| 2017年選挙 | 393,100 | 7.76%  | 15     |
| 2021年選挙 | 193,817 | 3.6%   | 0      |

※1992年は左翼ブロックとしての得票および議席数である。

### 上院選挙
上院は2年毎に3分の1（27議席）を改選する。2014年の選挙以来、議席獲得からは遠ざかっている。
| 選挙       | 議席数 |
| ---------- | ------ |
| 1996年選挙 | 2      |
| 1998年選挙 | 2      |
| 2000年選挙 | 0      |
| 2002年選挙 | 1      |
| 2004年選挙 | 1      |
| 2006年選挙 | 0      |
| 2008年選挙 | 1      |
| 2010年選挙 | 0      |
| 2012年選挙 | 1      |
| 2014年選挙 | 0      |
| 2016年選挙 | 0      |
| 2018年選挙 | 0      |
| 2020年選挙 | 0      |
| 2022年選挙 | 0      |

### 欧州議会選挙
2004年6月、チェコにおける初めての欧州議会選挙で24議席中6議席を獲得し、第2党になった。2009年選挙では定員22のうち4議席（得票率14.18%）を獲得、第3党となった。3回目となる2014年選挙では中道右派系の新党であるANO2011やTOP09が躍進した影響を受け、定員21のうち3議席の獲得に留まり、第4党に後退した。
| 選挙       | 得票数  | 得票率 | 議席数 |
| ---------- | ------- | ------ | ------ |
| 2004年選挙 | 472,862 | 20.26% | 6      |
| 2009年選挙 | 334,577 | 14.18% | 4      |
| 2014年選挙 | 166,478 | 10.98% | 3      |
| 2019年選挙 | 164,624 | 6.9%   | 1      |
| 2024年選挙 | 283,935 | 9.6%   | 1      |

## 歴代党首
- イジー・マハリーク（1990年）
- イジー・スヴォボダ（1990年-1993年）
- ミロスラフ・グレベニーチェク（1993年-2005年）
- ヴォイチェフ・フィリプ（2005年-2021年）
- カテジナ・コネチュナー（2021年-）

## 国際交流
日本における共産主義政党である日本共産党の第22回（2000年）、第23回（2004年）、第24回（2006年）大会に来賓として参加している。日本共産党も2002年下院選挙でKSCMが躍進した際に、中央委員会名でKSCM中央委員会に躍進したことを祝う祝電を送っている。また、2004年5月に行われたKSČM第6回党大会に日本共産党代表として、西口光常任幹部会委員・国際局長と伊藤知代国際局員の2名が参加、日本共産党中央委員会名のメッセージを手渡している。なお同大会では40余の国からの代表が参加している。